# Rhea Ripley
Pour les articles homonymes, voir Bennett et Ripley.
Demiti Bennett (née le 11 octobre 1996 à Adélaïde en Australie-Méridionale) est une catcheuse australienne. Elle travaille actuellement à la World Wrestling Entertainment, dans la division Raw, sous le nom de Rhea Ripley.
Elle est la première catcheuse à devenir championne de NXT UK. Elle fut également championne de la NXT. Elle a travaillé pour d'autres promotions australiennes, telles que la Professional Wrestling Alliance et la Riot City Wrestling, et au Japon, dans des promotions telles que la Pro Wrestling Zero1, la REINA ou la Diana.

## Carrière de catcheuse

### Circuit indépendant (2013-2017)
Bennett commence à travailler au sein de la promotion Riot City Wrestling en 2013. Elle y passe plusieurs années, où elle devient deux fois championne de la RCW.
Les débuts de Bennett à New Horizon Pro Wrestling ont lieu le 24 mai 2014 lors de la soirée d'inauguration de NHPW Global Conflict.
Bennett fait ensuite ses débuts à Melbourne City Wrestling le 14 juin 2014 à  MCW New Horizons, où elle défend le titre féminin du RCW dans un match triple menace contre Savannah Summers et Toni Storm.
Le 22 avril 2017, Bennett dispute son dernier match à la RCW à RCW Strength, où elle défend avec succès le titre féminin contre Kellyanne.

### World Wrestling Entertainment (2017-...)

#### Entraînement & participation auMae Young Classic(2017-2018)
En 2017, Bennett signe avec la WWE.
Elle fait ses débuts à la télévision à NXT le 26 octobre 2017, dans l'épisode de NXT, participant à une bataille royale pour déterminer l'un des prétendants au titre du Championnat vacant, le NXT Women's Championship à  NXT TakeOver: WarGames, remporté par Nikki Cross.
Avec un nouveau look, Ripley participe à la deuxième édition du  Mae Young Classic en 2018 où elle atteint les demi-finales, battant MJ Jenkins, Kacy Catanzaro et Tegan Nox avant de perdre face à Io Shirai. Tout au long du tournoi, Ripley fait preuve d'une nouvelle attitude, refusant par exemple de serrer la main de son adversaire avant le match et étant plus agressive et impitoyable que l'année précédente, s'imposant ainsi comme une heel,.

#### Championne de laNXT UK(2018-2019)
Peu de temps après sa participation au Mae Young Classic, Ripley est annoncée dans la liste des femmes de la nouvelle division NXT UK. En août, lors des enregistrements télévisés de l'émission (diffusés tout au long du mois de novembre), Ripley participe à un tournoi à huit femmes pour être la première championne du NXT UK Women's Championship. Elle bat ensuite Xia Brookside au premier tour, Dakota Kai en demi-finale et Toni Storm en finale pour devenir la première championne,. Avec cette victoire, Ripley est également devenue la première Australienne à détenir un championnat féminin à la WWE. En octobre, Ripley participe également au premier PPV entièrement féminin, Evolution, où elle réussit à conserver son titre contre Dakota Kai dans un dark match (en raison de la retransmission du tournoi un mois plus tard). Tout au long de son règne, Ripley bat des adversaires comme Isla Dawn et Deonna Purrazzo. À NXT UK TakeOver: Blackpool, elle perd son titre contre Toni Storm, mettant fin à son règne à 139 jours. Au Royal Rumble, elle fait ses débuts dans le roster principal en entrant en 24e position dans le Royal Rumble match féminin. Elle élimine Kacy Catanzaro, Dana Brooke et Zelina Vega avant d’être éliminée par Bayley.

#### Championne deNXT(2019-2020)
Le 28 août 2019 à NXT, elle fait ses débuts et défie Shayna Baszler. La semaine suivante à NXT, elle perd face à cette dernière par disqualification.

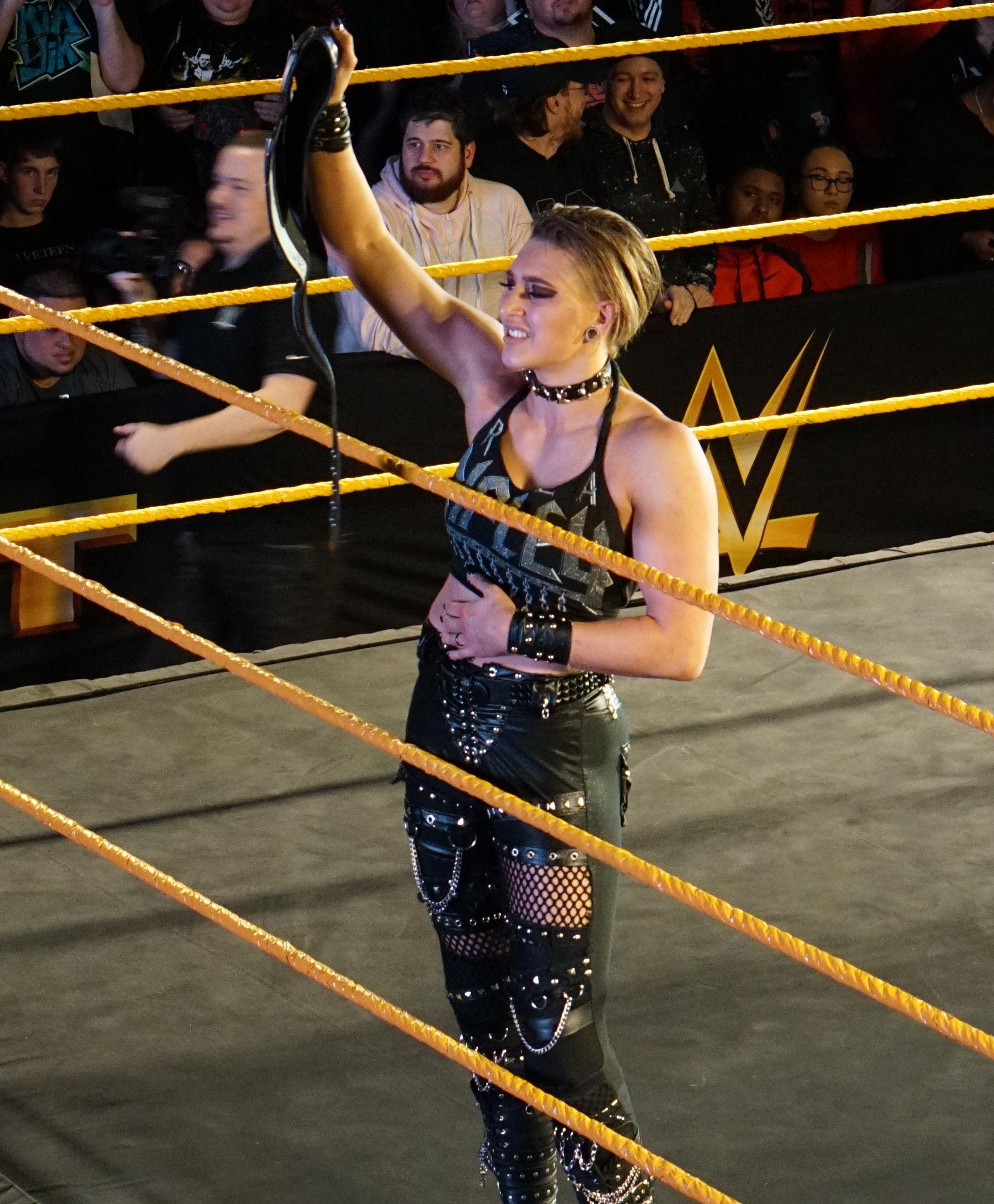
Rhea Ripley en tant que championne de NXT en 2020.

Le 23 novembre à NXT TakeOver: WarGames, la team Ripley (composée de Candice LeRae, Dakota Kai, Tegan Nox et elle) bat la team Baszler (composée de Shayna Baszler, Bianca Belair, Io Shirai et Kay Lee Ray) dans le tout premier Women's WarGames Match. Le lendemain, aux Survivor Series, la team NXT (Toni Storm, Candice LeRae, Io Shirai, Bianca Belair et elle) remporte le 5-on-5 Traditional Women's Survivor Series Triple Threat Elimination Match en battant la team SmackDown (Sasha Banks, Nikki Cross, Lacey Evans, Dana Brooke et Carmella) et la team Raw (Charlotte Flair, Natalya, Sarah Logan, Asuka et Kairi Sane). Le 18 décembre à NXT, elle devient la nouvelle championne de NXT en battant Shayna Baszler.
Le 25 janvier à Worlds Collide, elle conserve son titre en battant Toni Storm. Le 16 février à NXT TakeOver: Portland, elle conserve son titre en battant Bianca Belair. Après le combat, Charlotte Flair l'attaque, la choisissant comme adversaire à WrestleMania 36.

#### Diverses rivalités (2020-2021)
Le 5 avril à WrestleMania 36, elle perd face à Charlotte Flair par soumission, ne conservant pas son titre. Le 7 juin à NXT Takeover: In Your House, elle perd un Triple Threat Match face à Io Shirai, qui inclut également Charlotte Flair, ne remportant pas le titre féminin de NXT.
Le 8 septembre à NXT Super Tuesday II, elle bat Mercedes Martinez dans un Steel Cage Match.
Le 28 octobre à NXT Halloween Havoc, elle bat Raquel González. Le 6 décembre à NXT TakeOver: WarGames, la team Blackheart (Shotzi Blackheart, Ember Moon, Io Shirai et elle) perd face à la team LeRae (Candice LeRae, Toni Storm, Dakota Kai et Raquel González) dans un WarGames Match.
Le 6 janvier 2021 à New Year's Evil, elle perd face à Raquel González dans un Last Woman Standing Match.

#### Débuts àRaw, championne deRaw, championne par équipes avec Nikki A.S.H et alliance avec Liv Morgan (2021-2022)
Le 22 mars à Raw, elle fait ses débuts dans le show rouge, en tant que Tweener, en défiant Asuka pour le titre féminin de Raw à WrestleMania 37, ce que cette dernière accepte.
Le 11 avril à WrestleMania 37, elle devient la nouvelle championne de Raw en battant la Japonaise, remportant le titre pour la première fois de sa carrière et devenant, par la même occasion, la première catcheuse à remporter les titres féminins de NXT UK, NXT et un du roster principal. Le 16 mai à WrestleMania Backlash, elle conserve son titre en battant Asuka et Charlotte Flair dans un Triple Threat match. Le 20 juin à Hell in a Cell, elle perd face à The Queen par disqualification, mais conserve son titre.
Le 18 juillet à Money in the Bank, elle perd face à Charlotte Flair, ne conservant pas son titre et mettant fin à un règne de 98 jours. Le lendemain à Raw, elle bat Charlotte Flair par disqualification, mais ne remporte pas le titre féminin de Raw. À la fin du match, elle attaque cette dernière avec son Riptide, permettant à Nikki A.S.H d'utiliser sa mallette et de remporter le titre. Le 21 août à SummerSlam, elle ne remporte pas le titre féminin de Raw, battue par The Queen dans un Triple Threat match, qui inclut également Nikki A.S.H. Deux soirs plus tard à Raw, elle effectue un Face Turn et s'allie officiellement avec l'Écossaise. Ensemble, les deux femmes battent Nia Jax et Shayna Baszler. Le 20 septembre à Raw, elles deviennent les nouvelles championnes par équipe de la WWE en battant Tamina et Natalya. Elle remporte les titres pour la première fois de sa carrière et sa partenaire les remporte pour la troisième fois.
Le 21 novembre aux Survivor Series, l'équipe Raw (Bianca Belair, Carmella, Liv Morgan, Queen Zelina et elle) bat celle de SmackDown (Sasha Banks, Natalya, Shayna Baszler, Shotzi et Toni Storm) dans un Women's 5-on-5 Traditional Survivor Series Woman's Elimination Match. Le lendemain à Raw, Nikki A.S.H et elle perdent face à Carmella et Queen Zelina, ne conservant pas leurs titres et mettant fin à un règne de 62 jours.
Le 10 janvier 2022 à Raw, elle met officiellement fin à son alliance avec Nikki A.S.H, qui effectue un Heel Turn en l'attaquant. Le 29 janvier 2022 au Royal Rumble, elle entre dans le Royal Rumble match féminin en 16e position, élimine Queen Zelina, Carmella et Ivory, avant d'être elle-même éliminée par Charlotte Flair. Le 19 février à Elimination Chamber, elle perd un Elimination Chamber match face à Bianca Belair, qui inclut également Alexa Bliss, Doudrop, Liv Morgan et Nikki A.S.H, ne devenant pas aspirante n°1 au titre féminin de Raw à WrestleMania 38. Le 7 mars à Raw, elle s'allie officiellement avec Liv Morgan et ensemble, les deux femmes battent Queen Zelina et Carmella, s'ajoutant dans le match pour les titres féminins par équipe de la WWE à WrestleMania 38.
Le 3 avril à WrestleMania 38, elles ne remportent pas les titres féminins par équipe de la WWE, battues par Naomi et Sasha Banks dans un Fatal 4-Way Tag Team match, qui inclut également Carmella, Queen Zelina, Natalya et Shayna Baszler. Le 18 avril à Raw, elles ne remportent pas, une nouvelle fois, les titres féminins par équipe de la WWE, battues par leurs mêmes adversaires. Après le combat, elle effectue un Heel Turn en attaquant sa désormais ex-partenaire, mettant ainsi fin à leur alliance.

#### The Judgment Day, gagnante duRoyal Rumble, championne deSmackDown, du monde (2022-2024)
Le 8 mai à WrestleMania Backlash, elle aide Edge (accompagné de Damian Priest) à battre AJ Styles en attaquant son opposant, et rejoint officiellement le Judgment Day après le combat. Le 5 juin à Hell in a Cell, le trio bat The Club dans un 6-Person Mixed Tag Team match. Le lendemain à Raw, Finn Bálor effectue un Heel Turn, rejoint officiellement le clan et en devient le nouveau leader, car Damian Priest et elle se retournent contre Edge, le tabassent, le font passer à travers la table des commentateurs, puis lui portent un Con-Chair-To.
Le 26 novembre aux Survivor Series: WarGames, Damage CTRL (Bayley, Dakota Kai, IYO SKY), Nikki Cross et elle perdent face à Alexa Bliss, Asuka, Mia Yim, Becky Lynch et Bianca Belair dans un Women's WarGames match.
Le 28 janvier 2023 au Royal Rumble, elle entre dans le Women's Royal Rumble match en première position et le remporte en éliminant successivement B-Fab, Chelsea Green, Nia Jax (avec l'aide de 10 catcheuses), Michelle McCool, Raquel Rodriguez , Asuka et Liv Morgan en dernière position. Elle devient la première catcheuse à gagner la stipulation en entrant la première, bat le record de la plus longue participation avec 61 minutes de présence sur le ring et détrône Bianca Belair (56 minutes). 2 soirs plus tard à Raw, elle choisit officiellement Charlotte Flair comme adversaire pour WrestleMania 39. Le 18 février à Elimination Chamber, Finn Bálor et elle perdent face à Edge et Beth Phoenix.
Le 1er avril à WrestleMania 39, elle devient la nouvelle championne de SmackDown en battant Charlotte Flair, remporte le titre pour la première fois de sa carrière et son quatrième titre personnel. De ce fait, elle prend sa revanche sur le match perdu à WrestleMania 36, devient également la 7e Triple Crown Champion et la 6e Grand Slam Champion. Le 6 mai à Backlash, elle conserve son titre en battant Zelina Vega. Le 27 mai à Night of Champions, elle conserve son titre en battant Natalya en à peine une minute. Le 12 juin à Raw, Adam Pearce change le design de son titre qui devient WWE Women's World Championship.
Le 2 septembre à Payback, elle conserve son titre en battant Raquel Rodriguez.
Le 4 novembre à Crown Jewel, elle conserve son titre en rebattant sa même adversaire et en battant Nia Jax, Shayna Baszler et Zoey Stark dans un Fatal 5-Way match. Le 25 novembre aux Survivor Series: WarGames, elle conserve son titre en rebattant Zoey Stark.
Le 24 février 2024 à Elimination Chamber, elle conserve son titre en rebattant la catcheuse samoane.
Le 6 avril à WrestleMania XL, elle conserve son titre en battant Becky Lynch. Le 15 avril à Raw, elle annonce être blessée à l'épaule, à la suite de l'attaque subie par Liv Morgan la semaine passée, être contrainte d'abandonner la ceinture et devoir s'absenter pour une durée indéterminée.
Le 8 juillet à Raw, elle fait son retour de blessure en tant que Face, après 3 mois d'absence, fait fuir Liv Morgan et confronte "Dirty" Dominik Mysterio. Le 3 août à SummerSlam, elle ne remporte pas le titre mondial féminin, battue par Liv Morgan. Pendant le combat, Dominik Mysterio, son ex-Latino Heat, la trahit en distrayant l'arbitre afin d'aider sa rivale à la battre et embrasse cette dernière sous ses yeux après le match.

#### Rivalité avec The Judgment Day et double championne du monde (2024-...)
2 soirs plus tard à Raw, Damian Priest et elle sont évincés du Judgment Day pour être officiellement remplacés par Carlito et Liv Morgan, sa rivale. Plus tard dans la soirée, elle vole au secours du catcheur portoricain, attaqué par leurs anciens compagnons après avoir battu JD McDonagh. Le 31 août à Bash in Berlin, son partenaire et elle battent l'ancien double champion Nord-Américain de NXT et la compagne de ce dernier.
Le 5 octobre à Bad Blood, elle rebat Liv Morgan par disqualification, à la suite d'une intervention extérieure de Raquel Rodriguez, revenue après sept mois d'absence en tant que Heel, mais ne remporte pas la ceinture. Le 30 novembre aux Survivor Series: WarGames, Bianca Belair, Bayley, Naomi, Iyo Sky et elle battent Nia Jax, Candice LeRae, Tiffany Stratton, Raquel Rodriguez et Liv Morgan dans un Women's WarGames match.
Le 6 janvier 2025 à Raw, elle redevient championne du monde, pour la seconde fois, en rebattant sa même adversaire. Le 3 mars à Raw, elle ne conserve pas sa ceinture, battue par la catcheuse japonaise.
Le 20 avril à WrestleMania 41, elle ne remporte pas la ceinture, rebattue par sa même adversaire dans un Triple Threat match qui inclut également Bianca Belair. Le 7 juin à Money in the Bank, elle participe à son premier Women's Money in the Bank Ladder match, mais ne remporte pas la mallette, gagnée par Naomi. 21 soirs plus tard à Night of Champions, elle bat Raquel Rodriguez dans un Street Fight match.
Le 13 juillet à Evolution, elle ne remporte pas la ceinture, battue par Naomi (qui encaisse sa mallette) dans un Triple Threat match qui inclut également Iyo Sky. Le 3 août lors de la seconde nuit de Summerslam, dans un rematch à trois, elle ne parvient pas à gagner la ceinture, Naomi remportant le match. 

## Vie privée
- Elle excelle également dans d'autres sports tels que la natation, le karaté, le rugby, le netball et le football[74],[75].
- Elle était en couple et mariée avec le catcheur indépendant, Demetri « Action » Jackson[76].
- Le 1er mai 2022, elle est officiellement en couple avec le catcheur de l'AEW, Buddy Matthews[77]. Le 27 juin 2024, ils se marient[78].

## Palmarès
- Riot City Wrestling
  - 2 fois RCW Women's Champion

- World Wrestling Entertainment
  - 1 fois Championne de Raw de la WWE
  - 2 fois Championne du Monde de la WWE (SmackDown)
  - 1 fois Championne de NXT
  - 1 fois Championne de NXT UK (première)
  - 1 fois Championne par équipe de la WWE - avec Nikki A.S.H.
  - Vainqueure du Royal Rumble (2023)
  - 7e Triple Crown Women's Champion de la WWE
  - 5e Grand Slam Women's Champion de la WWE

## Récompenses de magazines
- Pro Wrestling Illustrated

| Année | 2018 | 2019 | 2020 | 2021 | 2022 | 2023 | 2024 |
| ----- | ---- | ---- | ---- | ---- | ---- | ---- | ---- |
| Rang  | 63   | 35   | 11   | 12   | 42   | 1    | 3    |